# Laura Pous Tió
Laura Pous Tió (* 1. Oktober 1984 in Granollers) ist eine ehemalige spanische Tennisspielerin.

## Karriere
Im Jahr 2000 spielte Pous Tió im spanischen Tortosa ihr erstes ITF-Turnier. Seit 2003 ist sie Profispielerin. Sie gewann bisher 20 ITF-Turniere im Einzel und neun im Doppel. 2005 gewann sie bei den Mittelmeerspielen die Goldmedaille, sie besiegte dort im Finale Nuria Llagostera Vives.
Sie konnte sich im Einzel bereits bei allen vier Grand-Slam-Turnieren für das Hauptfeld qualifizieren, allerdings kam sie – Ausnahme: die US Open 2011 – nie über die erste Runde hinaus. Im selben Jahr erreichte sie an der Seite ihrer Landsfrau Lourdes Domínguez Lino auch im Doppel der French Open zum ersten Mal die zweite Runde. Mit ihr zusammen hatte sie im April 2007 in Moskau auch ihren einzigen Einsatz für die spanische Fed-Cup-Mannschaft, das Team unterlag Russland mit 0:5.
Seit ihrem Ausscheiden bei einem ITF-Turnier im italienischen Caserta im Mai 2017 hat sie an keinem Profiturnier mehr teilgenommen.

### Sperre
Am 19. Juni 2007 wurde Pous Tió in der Qualifikationsrunde von Wimbledon positiv auf die Wirkstoffe Hydrochlorothiazid und Amilorid getestet. Sie rechtfertigte sich damit, dass sie wegen einer Verletzung das Medikament Amerid, in dem die verbotenen Substanzen wahrscheinlich enthalten gewesen seien (was sie aber nicht gewusst habe), eingenommen hatte. Die ITF bewertete ihr Verhalten als grob fahrlässig und sperrte sie für zwei Jahre.

## Turniersiege

### Einzel
| Nr. | Datum              | Turnier        | Kategorie   | Belag     | Finalgegnerin              | Ergebnis       |
| --- | ------------------ | -------------- | ----------- | --------- | -------------------------- | -------------- |
| 1.  | 26. Oktober 2003   | Sevilla        | ITF $10.000 | Sand      | Adriana González Penas     | 6:2, 3:6, 6:3  |
| 2.  | 15. Februar 2004   | Mallorca       | ITF $10.000 | Sand      | Ana Timotic                | 4:6, 6:3, 6:0  |
| 3.  | 28. Februar 2004   | Gran Canaria   | ITF $10.000 | Sand      | Núria Roig-Tost            | 5:7, 6:2, 7:63 |
| 4.  | 24. Oktober 2004   | Sevilla        | ITF $25.000 | Sand      | Kyra Nagy                  | 7:5, 6:1       |
| 5.  | 21. November 2004  | Barcelona      | ITF $25.000 | Sand      | Zwetana Pironkowa          | 4:6, 7:5, 6:2  |
| 6.  | 1. Mai 2005        | Cagnes-sur-Mer | ITF $75.000 | Sand      | Jekaterina Bytschkowa      | 7:64, 6:4      |
| 7.  | 10. Juli 2005      | Cuneo          | ITF $50.000 | Sand      | Conchita Martínez Granados | 6:3, 6:2       |
| 8.  | 24. Mai 2009       | Ain Suchna     | ITF $10.000 | Sand      | Zuzana Linhová             | 6:1, 6:2       |
| 9.  | 13. Dezember 2009  | Benicarló      | ITF $10.000 | Sand      | Leticia Costas             | 6:1, 6:1       |
| 10. | 26. September 2010 | Foggia         | ITF $25.000 | Sand      | María Teresa Torró Flor    | 3:6, 6:3, 6:4  |
| 11. | 11. November 2012  | Benicarló      | ITF $25.000 | Sand      | Dinah Pfizenmaier          | 6:4, 6:1       |
| 12. | 25. Mai 2013       | Casablanca     | ITF $25.000 | Sand      | Sandra Zaniewska           | 6:3, 6:0       |
| 13. | 2. Februar 2014    | Tinajo         | ITF $10.000 | Hartplatz | Natasha Fourouclas         | 6:0, 6:3       |
| 14. | 9. Februar 2014    | Tinajo         | ITF $10.000 | Hartplatz | Anna-Giulia Remondina      | 6:3, 3:6, 6:2  |
| 15. | 13. Juli 2014      | Getxo          | ITF $10.000 | Sand      | Olga Sáez Larra            | 6:74, 6:3, 7:5 |
| 16. | 27. Juli 2014      | Valladolid     | ITF $10.000 | Hartplatz | Océane Dodin               | 4:6, 7:5, 6:2  |
| 17. | 2. August 2014     | Rovereto       | ITF $10.000 | Sand      | Lisa Sabino                | 6:2, 4:6, 6:1  |
| 18. | 9. August 2014     | Wien           | ITF $10.000 | Sand      | Gabriela Pantůčková        | 6:76, 6:3, 6:1 |
| 19. | 28. September 2014 | Juárez         | ITF $25.000 | Sand      | Lourdes Domínguez Lino     | 6:4, 6:1       |
| 20. | 14. Februar 2015   | São Paulo      | ITF $25.000 | Sand      | Andreea Mitu               | 6:2, 6:1       |

### Doppel
| Nr. | Datum             | Turnier       | Kategorie    | Belag | Partnerin              | Finalgegnerinnen                                | Ergebnis         |
| --- | ----------------- | ------------- | ------------ | ----- | ---------------------- | ----------------------------------------------- | ---------------- |
| 1.  | 23. Oktober 2004  | Sevilla       | ITF $25.000  | Sand  | Lourdes Domínguez Lino | Kyra Nagy Virág Németh                          | 6:2, 6:3         |
| 2.  | 20. November 2004 | Barcelona     | ITF $25.000  | Sand  | Lourdes Domínguez Lino | Nina Brattschikowa Jekaterina Koschokina        | 6:4, 7:64        |
| 3.  | 30. Juni 2007     | Getxo         | ITF $25.000  | Sand  | Nuria Llagostera Vives | Conchita Martínez Granados María Emilia Salerni | 6:2, 6:1         |
| 4.  | 16. Mai 2009      | Ain Suchna    | ITF $10.000  | Sand  | Yasmin Ebada           | Galina Fokina Anna Morgina                      | 6:4, 2:6, [10:5] |
| 5.  | 14. November 2009 | Mallorca      | ITF $10.000  | Sand  | Romina Oprandi         | Leticia Costas Inés Ferrer Suárez               | 7:65, 6:2        |
| 6.  | 12. Dezember 2009 | Benicarló     | ITF $10.000  | Sand  | Romina Oprandi         | Alexandra Cadanțu Diana Enache                  | 6:4, 6:3         |
| 7.  | 10. Juli 2015     | Bursa         | ITF $50.000  | Sand  | Marina Melnikowa       | Sopia Schapatawa Anastassija Wassyljewa         | 6:4, 6:4         |
| 8.  | 11. Juni 2016     | Essen         | ITF $50.000  | Sand  | Anne Schäfer           | Elyne Boeykens Elena-Gabriela Ruse              | 6:2, 6:3         |
| 9.  | 10. Juli 2016     | Contrexéville | ITF $100.000 | Sand  | Cindy Burger           | Nicole Melichar Renata Voráčová                 | 6:1, 6:3         |

## Abschneiden bei Grand-Slam-Turnieren

### Einzel
| Turnier         | 2004 | 2005 | 2006 | 2007 | 2008 | 2009 | 2010 | 2011 | 2012 | 2013 | 2014 | 2015 | 2016 | Karriere |
| --------------- | ---- | ---- | ---- | ---- | ---- | ---- | ---- | ---- | ---- | ---- | ---- | ---- | ---- | -------- |
| Australian Open | —    | Q1   | 1    | 1    | —    | —    | —    | 1    | 1    | —    | —    | —    | Q1   | 1        |
| French Open     | —    | Q2   | 1    | Q3   | —    | —    | Q1   | 1    | 1    | —    | —    | Q3   | Q1   | 1        |
| Wimbledon       | —    | Q2   | 1    | Q1   | —    | —    | Q1   | 1    | 1    | —    | —    | Q1   | —    | 1        |
| US Open         | Q3   | 1    | Q3   | —    | —    | —    | Q1   | 2    | Q1   | —    | —    | Q2   | —    | 2        |

Zeichenerklärung: S = Turniersieg; F, HF, VF, AF = Einzug ins Finale / Halbfinale / Viertelfinale / Achtelfinale; 1, 2, 3 = Ausscheiden in der 1. / 2. / 3. Hauptrunde; Q1, Q2, Q3 = Ausscheiden in der 1. / 2. / 3. Runde der Qualifikation; n. a. = nicht ausgetragen

### Doppel
| Turnier         | 2005 | 2006 | 2007 | 2008 | 2009 | 2010 | 2011 | Karriere |
| --------------- | ---- | ---- | ---- | ---- | ---- | ---- | ---- | -------- |
| Australian Open | —    | 1    | —    | —    | —    | —    | —    | 1        |
| French Open     | —    | —    | —    | —    | —    | —    | 2    | 2        |
| Wimbledon       | —    | —    | —    | —    | —    | —    | 1    | 1        |
| US Open         | 1    | —    | —    | —    | —    | —    | 1    | 1        |